# Bundesstraße 269
Pour les articles homonymes, voir Route 269.
La Bundesstraße 269 est une Bundesstraße des Länder de Rhénanie-Palatinat et de Sarre.

## Géographie
Elle mène de Lösnich par le Hunsrück à la frontière française près d'Überherrn.
De Lösnich, elle mène comme une ligne de déviation au prolongement de la B 50 à l'est du pont Hochmosel vers Longkamp.
De 1811 à 1824, le tronçon entre la frontière et Sarrelouis fait partie de la route impériale 72 "De Metz à Sarrelouis".

## Bundesstraße 269n
À partir du 17 février 2003, un nouveau tronçon d'environ 11 km de long entre l'A 620 près de Sarrelouis-Lisdorf et la frontière française près d'Überherrn est construit pour 78 millions d'euros, appelé le B 269 n. Ce tronçon comble le fossé entre le réseau autoroutier français à Saint-Avold (A 4) et le réseau autoroutier allemand à Sarrelouis (A 620) et la B 51 à Ensdorf. Cette dernière section s'appelait auparavant BAB 621.
En octobre 2007, un premier tronçon de Sarrelouis-Lisdorf et la zone industrielle de Häsfeld sont ouverts à la circulation. Cette section de l'itinéraire porte la désignation B 269n et a une longueur de 3,5 km. Il coûte 14 millions d'euros. Le 11 décembre 2008, le tronçon entre la connexion B 51 et A 620 est ouvert à la circulation. Fin 2009, le tronçon de Differter Straße (avec une allée provisoire) à la frontière fédérale est achevé avec la N33 dans le cadre du contournement de Creutzwald côté français.
Le 28 août 2012, le dernier tronçon de Häsfeld à Differter Strasse avec les liaisons Linslerhof/Langwies et Überherrn-Mitte est ouvert à la circulation. Après l'approbation de la B 269n, la rénovation complète des passages à travers la B 269 d'origine, qui sont maintenant déchargés de la circulation, commence. En 2013, la Hochwaldstrasse et la Friedrich-August-Strasse à Birkenfeld sont largement reconstruites. Du 6 au 24 août 2015, le dernier tronçon d'Alsweiler est rénové.

## Source
- (de) Cet article est partiellement ou en totalité issu de l’article de Wikipédia en allemand intitulé « Bundesstraße 269 » (voir la liste des auteurs).